# Уинстон, Питер
Пи́тер Джо́натан Уи́нстон (англ. Peter Jonathan Winston; 18 марта 1958, Нью-Йорк, США — январь или февраль 1978 (?), Нью-Йорк) — американский шахматист, чемпион США среди юниоров в 1974 году и участник чемпионата мира среди юниоров. Современники отмечали незаурядные шахматные способности Питера Уинстона; ещё во времена его детства крупные американские издания называли его гением. Бесследно исчез в Нью-Йорке, вероятно, в конце января или начале февраля 1978 года. Исчезновение Питера Уинстона (или Тайна Питера Уинстона) — событие-загадка, вызвавшее широкий резонанс в шахматном мире США в 1978 году и оставшееся неразгаданным до настоящего времени.

## Биография
Отец Питера Уинстона, Леонард Уинстон, преподавал химию в Колумбийском университете, который предоставил его семье трёхкомнатную квартиру на Риверсайд-драйв. Мать Питера Флоренс (умерла в 2010 году) была магистром и преподавателем Педагогического колледжа этого университета, а в свободное от ведения занятий время выступала в небольших нью-йоркских театрах. Старшая сестра Питера Уинд посещала Высшую школу исполнительских искусств в Нью-Йорке, а затем Колледж Годдарда, где на её актёрские способности обратил внимание молодой Стивен Кинг.
19 декабря 1964 года вышел в свет выпуск американского журнала The Saturday Evening Post, на обложке которого говорилось, что Питер Уинстон — «гениальный мальчик». Размещённая в журнале статья Гилберта Милстейна рассказывала о шестилетнем мальчике, посещающем начальную школу Сэндс-Пойнт в Лонг-Айленде — одну из самых первых школ для одарённых детей. Милстейн писал, что Питер «остроумный, энергичный мальчик с русыми волосами и карими глазами, большими ушами, широким ртом и несколько претенциозной манерой поведения, которая контрастирует с его детским обликом». В возрасте восемнадцати месяцев Питер выучил алфавит и приступил к чтению статей Британской энциклопедии. Мальчик легко определял, на какой день недели будет приходиться в указанном ему году день его рождения, используя «календарь в голове». В возрасте пяти лет Питер самостоятельно собрал информацию из газетных и телевизионных сообщений об убийстве президента Джона Кеннеди и выступил в школе на уроке.
В 1967 году от сердечного приступа скоропостижно скончался отец Питера. После того, как старшая сестра Уинд уехала в колледж в Плейнфилде, штат Вермонт, девятилетний Питер и его мать остались одни. С этого момента сын стал смыслом существования Флоренс Уинстон. Сам Питер, стоически восприняв смерть отца, погрузился в мир шахмат.
Уинстон увлёкся шахматами уже в начальной школе, вероятно, изучив их самостоятельно, пользуясь советами отца. Он разыгрывал партии известных мастеров, а в школе проводил турниры между классами. Во время партии он, казалось, погружался в транс. Некоторые партии он проигрывал, и при этом становился угрюмым или даже переживал вспышки гнева. Вскоре он стал участвовать в турнирах, используя позиционный стиль. Когда Питеру было десять лет, его партии уже были представлены в престижном профессиональном шахматном журнале Chess Life and Review. В раннем подростковом возрасте Питер получил от издательства «Random House» предложение написать книгу о шахматах (она так никогда и не была опубликована, а контракт был аннулирован). В прессе встречались утверждения, что в издательстве успели отпечатать макет будущей книги.

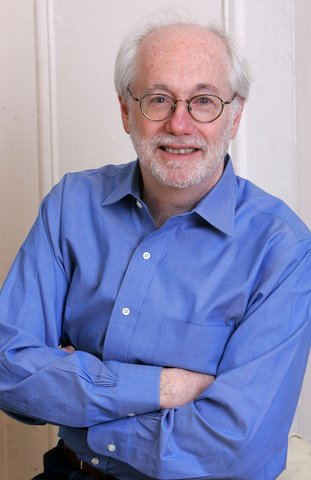
Дэвид Насо — любимый учитель Уинстона, 2012 год

Уинстон проучился всего один год в Новой школе Линкольна в Верхнем Вест-Сайде. В 1970 году он сообщил в интервью журналисту из академического журнала Harvard Educational Review, что «устал от ежедневной зубрежки… скучных занятий… и всей этой чепухи». Питер начал употреблять ЛСД, а мать не знала, что с ним делать. Покинув Новую школу Линкольна, он поступил в альтернативную среднюю школу Elizabeth Cleaners Street School, которая была создана как своего рода образовательная утопия: дети сами составляли учебный план, нанимали учителей и контролировали процесс обучения. Сначала Уинстон пытался адаптироваться к учёбе в ней, хотя и говорил, что чувствовал себя изолированным. В 1972 году Питер казался даже счастливым, ему помогали одноклассники, а учителем был известный историк Дэвид Насо. Через год Насо уволился, а Уинстон перестал регулярно посещать занятия. В июне 1973 года школа Elizabeth Cleaners Street School прекратила своё существование.

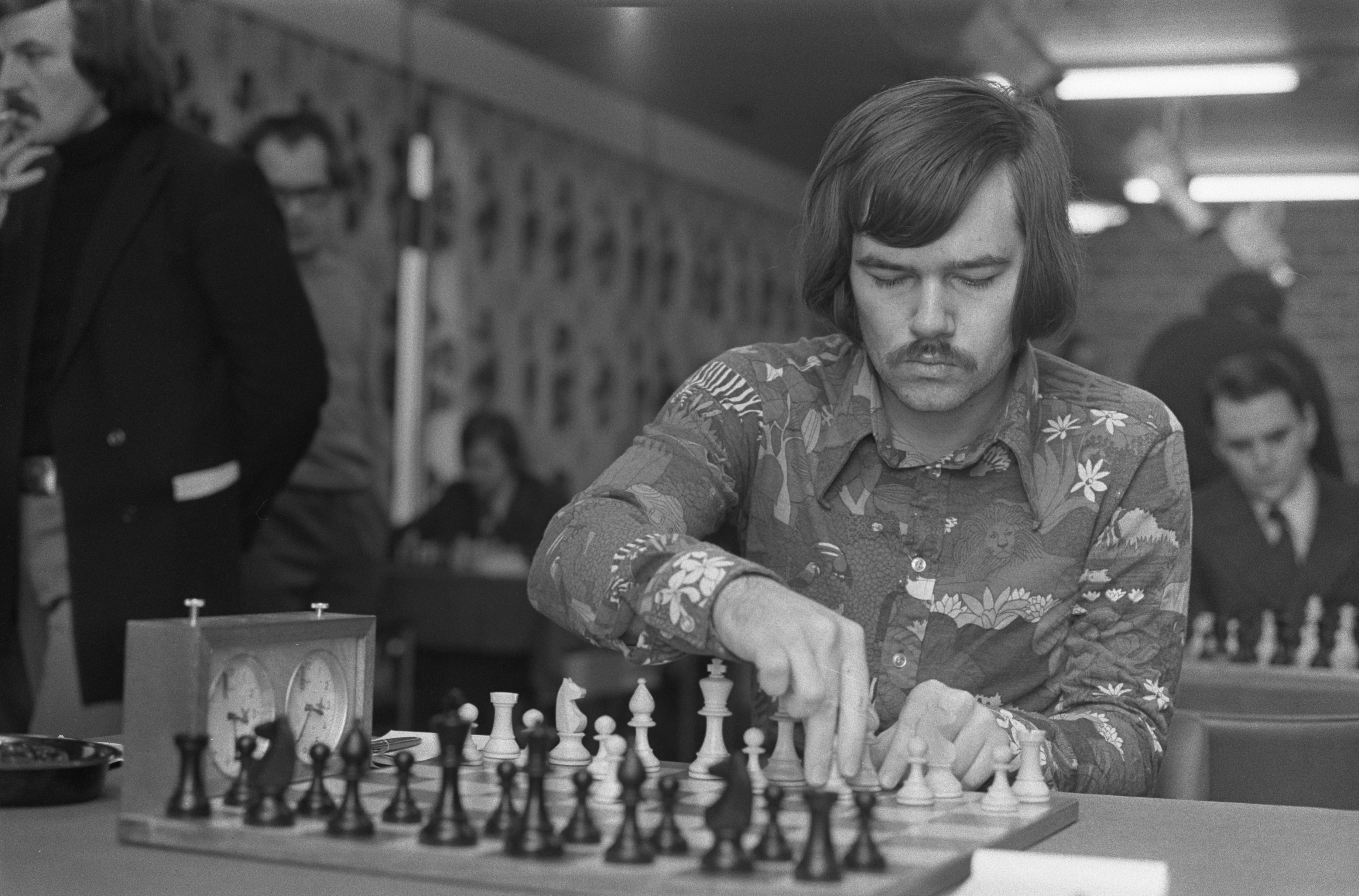
Уолтер Шон Браун в 1974 году

В 1972 году в гостиничном конференц-зале в центре Манхэттена гроссмейстер, чемпион Австралии и трёхкратный чемпион США Уолтер Шон Браун проиграл шахматную партию 14-летнему Питеру Уинстону за 37 ходов, «так, как никогда не случается с игроком его уровня», о чём поведал журнал Chess Life and Review. Уинстон сокрушил противника настолько убедительно, что запись их партии, снабжённая комментариями победителя, была представлена в октябрьском журнале Chess Life and Review, а в дальнейшем на протяжении многих лет сама партия упоминалась в шахматных кругах просто как «Игра».
На юниорском чемпионате США 1974 года в Филадельфии восемь шахматистов-юниоров играли в круговом турнире. Безоговорочным фаворитом этого турнира был Ларри Кристиансен, но он лишь разделил первое-второе место с неожиданно удачно сыгравшим на турнире Уинстоном, который, как и Кристиансен, набрал 5,5 очков из 7. Между собой они сыграли вничью. Федерация шахмат США приняла решение отправить Кристиансена на Открытый чемпионат США в Нью-Йорк, а Уинстона на чемпионат мира среди юниоров в Маниле. Занятое им в этом турнире шестое место было воспринято средствами массовой информации как неудача. Тем не менее, в ходе этого турнира Уинстон одержал красивую победу над бразильским шахматистом, будущим гроссмейстером Жайми Суние Нету, их партия вызвала немалый интерес специалистов.
При поддержке Насо Питер был принят во Франкония-колледж — альтернативную школу в Нью-Хэмпшире. Там он увлёкся левым радикализмом (хорошо знавший его Майк Полован утверждал, что Питер симпатизировал Советскому Союзу). Уинстон приступил к учёбе в колледже в сентябре 1975 года, когда ему было 17 лет. К началу 1976 года он вернулся в Нью-Йорк, где перенёс тяжёлый психологический кризис и был доставлен в местную больницу, где пробыл несколько недель. Врачи диагностировали у него шизофрению и назначили большие дозы торазина. Позже ему поставили диагноз «маниакально-депрессивный психоз». Питер провёл не менее одного года в больницах, в основном в Психиатрическом институте штата Нью-Йорк в Вашингтоне. «Я едва мог его узнать», — говорил впоследствии Насо об их встрече во время одной из ранних госпитализаций Уинстона в Нью-Йорке. Питер считал, что назначавшиеся ему медикаменты разрушали его способность играть в шахматы.
Уинстон продолжал играть в шахматных турнирах, но результаты были неутешительными. Он участвовал в турнире в ноябре 1977 года в Верхнем Ист-Сайде. Турнир ФИДЕ проходил в Хантерском колледже Городского университета Нью-Йорка. Питер Уинстон проиграл все девять своих партий, несмотря на то, что обладал одним из самых высоких рейтингов на турнире. Один из участников турнира позже так вспоминал состояние Уинстона: «У него было много благоприятных позиций, но он упустил их все. Его лицо было опухшим от последствий наркомании или её лечения, и он содержался в реабилитационном центре». В шахматном мире были действительно широко распространены ошибочные слухи о том, что Питер находится на реабилитации и борется с наркотической зависимостью. Это мнение подтверждали неопрятный вид Уинстона и его пренебрежение личной гигиеной — матери Полована приходилось дезинфицировать постельные принадлежности, которые использовал Питер во время визита в Лонг-Айленд.

## Исчезновение
Точная дата исчезновения Уинстона не установлена. Шахматист вёл беспорядочный образ жизни, поддерживая отношения только с узким кругом самых близких ему людей. Его отсутствие было обнаружено с опозданием, когда реконструировать события и особенно установить их хронологию было уже затруднительно. Эти события могли происходить 25—26 января или в течение недели после этой даты, но не позже 5 февраля, когда началась грандиозная метель, парализовавшая Нью-Йорк и продолжавшаяся до 7 февраля. В конце января 1978 года друг Питера, семнадцатилетний Чарльз Хертан, находившийся в тот момент в Нью-Джерси, получил странный телефонный звонок от него. Питер настаивал на немедленной встрече у него дома на Бликер-стрит (это произошло, по некоторым данным, 25 января, но сам Хертан утверждал, что неделей позже). Питер был не в себе, говорил быстро, плохо понимая смысл произносимых слов. Хертан сказал Питеру, что ещё находится в Нью-Джерси, но пообещал обязательно навестить его сразу после приезда.

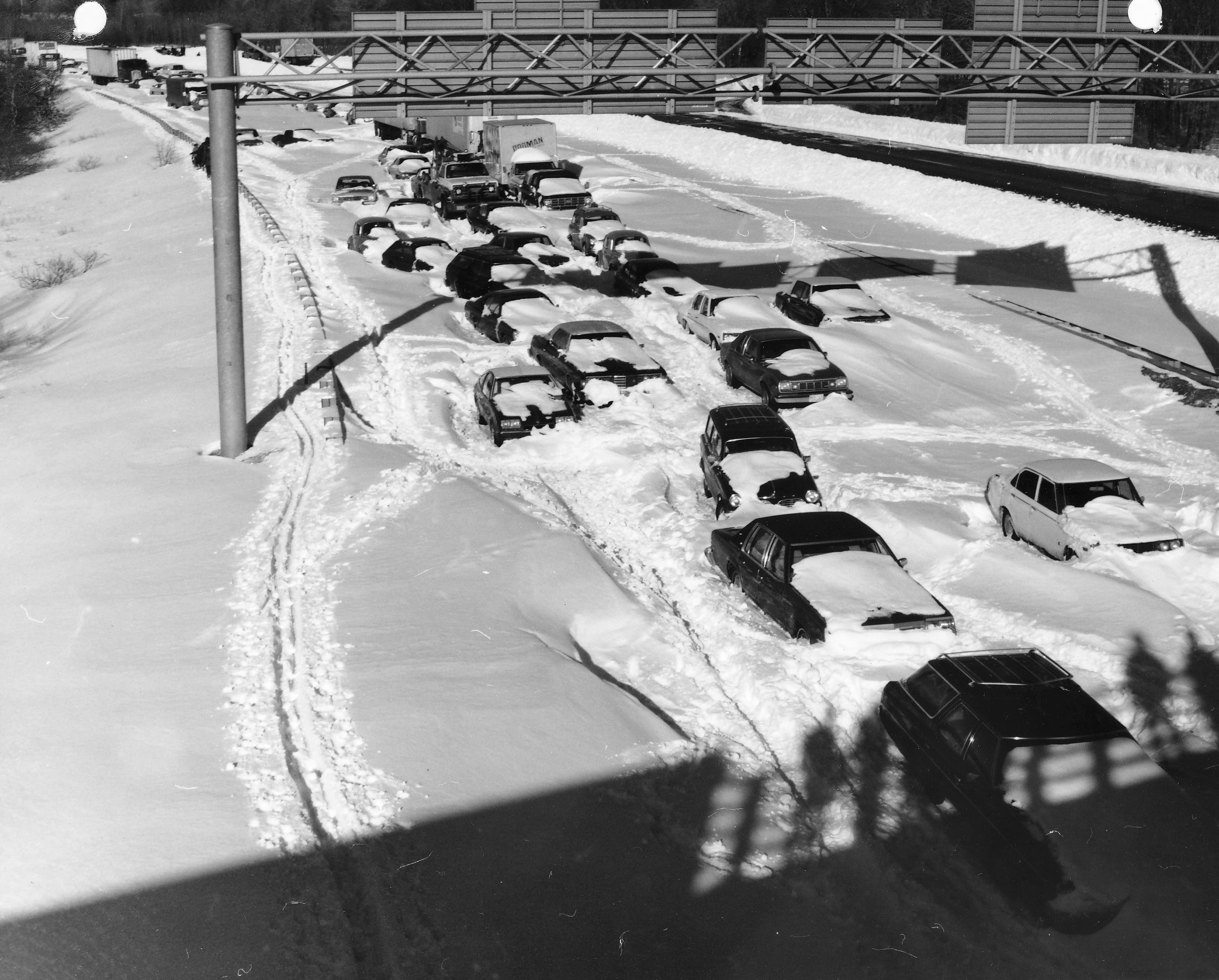
Последствия метели февраля 1978 года

Уинстон жил вместе с приятелем. Квартира была в ещё большем беспорядке, чем в прошлые посещения Хертана — были видны следы того, что проживающие здесь засиживаются до позднего времени, играя в покер или шахматы-блиц на наличные. Питер выглядел ужасно. Было видно, что он долго не спал и не мылся. Его глаза беспокойно бегали, не останавливаясь ни на одном предмете в комнате. Уинстон собирался пойти на ипподром в Медоулендсе, чтобы сыграть на тотализаторе, и предложил Хертану присоединиться к нему. Хертан, Уинстон и ещё один их сверстник, Майк Полован, тоже увлекавшийся шахматами (будущий профессиональный игрок в бридж), вместе учились и неоднократно встречались на квартире Уинстона, слушая записи групп Jefferson Airplane, Moody Blues и певца Боба Дилана, обедали в расположенной поблизости фалафельной Махмуна и прогуливались в Вашингтон-Сквер-парке.
Двое юношей вышли из дома, чтобы сесть в автобус на остановке Портовое управление Нью-Йорка и Нью-Джерси. Позднее Хертан вспоминал, что они напевали песню группы Moody Blues «Melancholy Man». Несмотря на кажущуюся эйфорию Уинстона и его едкий сарказм в общении, Хертан ощущал, что тот находится в подавленном состоянии. Не менее часа (эти детали Хертан запомнил плохо) Уинстон делал ставки и постоянно проигрывал, а Хертан наблюдал за ним. Время было за полночь, и Хертан устал, но Уинстон отказывался уходить. Он рассердился из-за уговоров друга и внезапно убежал, исчезнув в толпе. Хертан не смог найти его, выбился из сил и вынужден был вернуться домой один.
Последняя скачка на ипподроме в Медоулендсе закончилась сразу после полуночи, и когда ипподром опустел, Питер отправился на поиски Хертана. У самого Уинстона было недостаточно денег для покупки обратного билета. Он не хотел беспокоить мать или сестру так поздно, поэтому позвонил Джону Федоровичу, которого знал по шахматным соревнованиям, хотя они никогда не были друзьями. Федорович ответил, что у него нет ни автомобиля, ни прав на вождение, добавив: «И если бы я знал, как водить машину, я бы тебя не забрал!».
По просьбе Уинстона его сестра Уинд приехала в Медоулендс и отвезла его переночевать к себе домой. Были веские основания беспокоиться о психическом здоровье Питера, поэтому утром Уинд предъявила ему ультиматум: он может оставаться у неё, только если согласится обратиться к врачу. В ответ на ультиматум сестры Питер убежал из её квартиры и отправился к приятелю, чьего имени никогда не сообщал ни один источник. Тот был дома с семьёй и пригласил Питера на обед. По ходу обеда вид и поведение Уинстона стали вызывать у хозяев всё большее беспокойство: он был взъерошен, что-то бормотал о поездке в Техас, чтобы увидеть Уолтера Корна, автора книги «Современные шахматные дебюты», и называл Корна Богом. Вскоре Уинстон ушёл, и больше его никто никогда не видел. Спустя некоторое время (от нескольких часов до нескольких дней) началась грандиозная метель, парализовавшая жизнь города на многие сутки и отвлёкшая внимание близких Уинстону людей от его судьбы.

## Версии исчезновения
Карточка социального страхования Питера Уинстона больше никогда не предъявлялась. Выдвигались различные гипотезы о его дальнейшей судьбе:
- Если Питер жив, то возможно, что он потерял память и оказался в психиатрической больнице, где находится неопознанным по настоящее время[6].
- Возможно, как полагают практически все его друзья, он погиб. Проект «Остров Харт», некоммерческая организация, основанная и управляемая художницей Мелиндой Хант, посвящён каталогизации могил более 30 тыс. человек, похороненных на отдаленном острове Харт в Нью-Йорке, который десятилетиями был кладбищем для неимущих. 550 человек, похороненных на этом острове, остаются до сих пор неизвестными. Когда Сара Вейнман, готовя статью о Уинстоне, от имени газеты The Observer New York спросила Мелинду Хант о похороненных там в 1978 и 1979 годах, та сообщила, что документация за названные годы была утеряна администрацией кладбища[6].
- Существует версия, что Питер Уинстон покончил жизнь самоубийством, специально сделав это так, чтобы его тело не было найдено[13].

Журналистка и писательница Сара Вейнман пишет о Уинстоне в своём эссе, посвящённом его судьбе:

В шахматах есть ситуация, известная удивительно резким немецким словом цугцванг, в которой игрок не может сделать ход, не ухудшая свою позицию. Нет решения, которое устранит проблему, и шахматист не может одержать победу. В этот момент игрок может продолжать сопротивляться или принять безвыходность ситуации и сдаться. Слово слишком хорошо относится к последним годам жизни Питера Уинстона. Неясно, в какой момент он оказался в цугцванге: когда он исчез, во Франкония-колледже или даже раньше?… Питер Уинстон начал жизнь с головокружительного выбора интеллектуальных возможностей, которые со временем исчезали одна за другой, пока не остался только один вариант. Мы до сих пор не знаем, каким был его последний ход.— Сара Вейнман. Таинственное исчезновение Питера Уинстона

## Личность Уинстона
Шахматный издатель и политик Сэм Слоун, работавший в Исполнительном совете Федерации шахмат США и лично знавший Уинстона в детстве, называет его «самым талантливым молодым игроком в США», а его исчезновение — «одной из самых больших тайн в истории шахмат в США». Ричард Броуди, который учился вместе с Уинстоном, писал в своей статье в еженедельнике The New Yorker: «Питер Уинстон — единственный истинный, эпохальный гений, которого я когда-либо встречал». Броуди вспоминал, что в детстве мог играть на равных с ним, только если получал фору — ферзя. По его словам, Питер до самого последнего времени оставался физически развитым, интересовался бейсболом, американским футболом, хоккеем и гольфом, читал Sports Illustrated и следил за матчами по телевизору. Броуди отмечал характерное для Уинстона сильное и инстинктивное расположение к окружающим людям, способность ощущать радость в дружбе.
Ричард Броуди и другие одноклассники Уинстона по школе Сэндс-Пойнт рассказывали, что Питер был самым умным человеком, которого они когда-либо знали, и одновременно невероятным эксцентриком. Он носил охотничьи сапоги, а играя в бейсбол, обычно вслух комментировал свои действия, имитируя радиообзор матча. Его походка была неловкой. Он подвергал сомнению авторитет своих учителей и, по словам Броуди, обладал такой харизмой, что, если бы он захотел стать лидером, то «за ним следовали бы охотно и без колебаний».
Его коэффициент Эло в момент исчезновения фиксировался на уровне 2220, и до настоящего времени также указан на официальном сайте рейтингов ФИДЕ.

## Партии Питера Уинстона
|   | a | b | c | d | e | f | g | h |   |
| - | --- | --- | --- | --- | --- | --- | --- | --- | - |
| 8 | f8 чёрный король · b7 чёрная пешка · f7 белая пешка · g7 чёрная пешка · a6 чёрная пешка · d6 чёрная пешка · g6 чёрная ладья · d5 белый конь · e5 чёрная пешка · h5 белая ладья · e4 белая пешка · e3 белая пешка · g3 чёрный слон · h3 белая пешка · a2 белая пешка · b2 белая пешка · g2 белый слон · h2 белый король · c1 чёрная ладья | f8 чёрный король · b7 чёрная пешка · f7 белая пешка · g7 чёрная пешка · a6 чёрная пешка · d6 чёрная пешка · g6 чёрная ладья · d5 белый конь · e5 чёрная пешка · h5 белая ладья · e4 белая пешка · e3 белая пешка · g3 чёрный слон · h3 белая пешка · a2 белая пешка · b2 белая пешка · g2 белый слон · h2 белый король · c1 чёрная ладья | f8 чёрный король · b7 чёрная пешка · f7 белая пешка · g7 чёрная пешка · a6 чёрная пешка · d6 чёрная пешка · g6 чёрная ладья · d5 белый конь · e5 чёрная пешка · h5 белая ладья · e4 белая пешка · e3 белая пешка · g3 чёрный слон · h3 белая пешка · a2 белая пешка · b2 белая пешка · g2 белый слон · h2 белый король · c1 чёрная ладья | f8 чёрный король · b7 чёрная пешка · f7 белая пешка · g7 чёрная пешка · a6 чёрная пешка · d6 чёрная пешка · g6 чёрная ладья · d5 белый конь · e5 чёрная пешка · h5 белая ладья · e4 белая пешка · e3 белая пешка · g3 чёрный слон · h3 белая пешка · a2 белая пешка · b2 белая пешка · g2 белый слон · h2 белый король · c1 чёрная ладья | f8 чёрный король · b7 чёрная пешка · f7 белая пешка · g7 чёрная пешка · a6 чёрная пешка · d6 чёрная пешка · g6 чёрная ладья · d5 белый конь · e5 чёрная пешка · h5 белая ладья · e4 белая пешка · e3 белая пешка · g3 чёрный слон · h3 белая пешка · a2 белая пешка · b2 белая пешка · g2 белый слон · h2 белый король · c1 чёрная ладья | f8 чёрный король · b7 чёрная пешка · f7 белая пешка · g7 чёрная пешка · a6 чёрная пешка · d6 чёрная пешка · g6 чёрная ладья · d5 белый конь · e5 чёрная пешка · h5 белая ладья · e4 белая пешка · e3 белая пешка · g3 чёрный слон · h3 белая пешка · a2 белая пешка · b2 белая пешка · g2 белый слон · h2 белый король · c1 чёрная ладья | f8 чёрный король · b7 чёрная пешка · f7 белая пешка · g7 чёрная пешка · a6 чёрная пешка · d6 чёрная пешка · g6 чёрная ладья · d5 белый конь · e5 чёрная пешка · h5 белая ладья · e4 белая пешка · e3 белая пешка · g3 чёрный слон · h3 белая пешка · a2 белая пешка · b2 белая пешка · g2 белый слон · h2 белый король · c1 чёрная ладья | f8 чёрный король · b7 чёрная пешка · f7 белая пешка · g7 чёрная пешка · a6 чёрная пешка · d6 чёрная пешка · g6 чёрная ладья · d5 белый конь · e5 чёрная пешка · h5 белая ладья · e4 белая пешка · e3 белая пешка · g3 чёрный слон · h3 белая пешка · a2 белая пешка · b2 белая пешка · g2 белый слон · h2 белый король · c1 чёрная ладья | 8 |
| 7 | f8 чёрный король · b7 чёрная пешка · f7 белая пешка · g7 чёрная пешка · a6 чёрная пешка · d6 чёрная пешка · g6 чёрная ладья · d5 белый конь · e5 чёрная пешка · h5 белая ладья · e4 белая пешка · e3 белая пешка · g3 чёрный слон · h3 белая пешка · a2 белая пешка · b2 белая пешка · g2 белый слон · h2 белый король · c1 чёрная ладья | f8 чёрный король · b7 чёрная пешка · f7 белая пешка · g7 чёрная пешка · a6 чёрная пешка · d6 чёрная пешка · g6 чёрная ладья · d5 белый конь · e5 чёрная пешка · h5 белая ладья · e4 белая пешка · e3 белая пешка · g3 чёрный слон · h3 белая пешка · a2 белая пешка · b2 белая пешка · g2 белый слон · h2 белый король · c1 чёрная ладья | f8 чёрный король · b7 чёрная пешка · f7 белая пешка · g7 чёрная пешка · a6 чёрная пешка · d6 чёрная пешка · g6 чёрная ладья · d5 белый конь · e5 чёрная пешка · h5 белая ладья · e4 белая пешка · e3 белая пешка · g3 чёрный слон · h3 белая пешка · a2 белая пешка · b2 белая пешка · g2 белый слон · h2 белый король · c1 чёрная ладья | f8 чёрный король · b7 чёрная пешка · f7 белая пешка · g7 чёрная пешка · a6 чёрная пешка · d6 чёрная пешка · g6 чёрная ладья · d5 белый конь · e5 чёрная пешка · h5 белая ладья · e4 белая пешка · e3 белая пешка · g3 чёрный слон · h3 белая пешка · a2 белая пешка · b2 белая пешка · g2 белый слон · h2 белый король · c1 чёрная ладья | f8 чёрный король · b7 чёрная пешка · f7 белая пешка · g7 чёрная пешка · a6 чёрная пешка · d6 чёрная пешка · g6 чёрная ладья · d5 белый конь · e5 чёрная пешка · h5 белая ладья · e4 белая пешка · e3 белая пешка · g3 чёрный слон · h3 белая пешка · a2 белая пешка · b2 белая пешка · g2 белый слон · h2 белый король · c1 чёрная ладья | f8 чёрный король · b7 чёрная пешка · f7 белая пешка · g7 чёрная пешка · a6 чёрная пешка · d6 чёрная пешка · g6 чёрная ладья · d5 белый конь · e5 чёрная пешка · h5 белая ладья · e4 белая пешка · e3 белая пешка · g3 чёрный слон · h3 белая пешка · a2 белая пешка · b2 белая пешка · g2 белый слон · h2 белый король · c1 чёрная ладья | f8 чёрный король · b7 чёрная пешка · f7 белая пешка · g7 чёрная пешка · a6 чёрная пешка · d6 чёрная пешка · g6 чёрная ладья · d5 белый конь · e5 чёрная пешка · h5 белая ладья · e4 белая пешка · e3 белая пешка · g3 чёрный слон · h3 белая пешка · a2 белая пешка · b2 белая пешка · g2 белый слон · h2 белый король · c1 чёрная ладья | f8 чёрный король · b7 чёрная пешка · f7 белая пешка · g7 чёрная пешка · a6 чёрная пешка · d6 чёрная пешка · g6 чёрная ладья · d5 белый конь · e5 чёрная пешка · h5 белая ладья · e4 белая пешка · e3 белая пешка · g3 чёрный слон · h3 белая пешка · a2 белая пешка · b2 белая пешка · g2 белый слон · h2 белый король · c1 чёрная ладья | 7 |
| 6 | f8 чёрный король · b7 чёрная пешка · f7 белая пешка · g7 чёрная пешка · a6 чёрная пешка · d6 чёрная пешка · g6 чёрная ладья · d5 белый конь · e5 чёрная пешка · h5 белая ладья · e4 белая пешка · e3 белая пешка · g3 чёрный слон · h3 белая пешка · a2 белая пешка · b2 белая пешка · g2 белый слон · h2 белый король · c1 чёрная ладья | f8 чёрный король · b7 чёрная пешка · f7 белая пешка · g7 чёрная пешка · a6 чёрная пешка · d6 чёрная пешка · g6 чёрная ладья · d5 белый конь · e5 чёрная пешка · h5 белая ладья · e4 белая пешка · e3 белая пешка · g3 чёрный слон · h3 белая пешка · a2 белая пешка · b2 белая пешка · g2 белый слон · h2 белый король · c1 чёрная ладья | f8 чёрный король · b7 чёрная пешка · f7 белая пешка · g7 чёрная пешка · a6 чёрная пешка · d6 чёрная пешка · g6 чёрная ладья · d5 белый конь · e5 чёрная пешка · h5 белая ладья · e4 белая пешка · e3 белая пешка · g3 чёрный слон · h3 белая пешка · a2 белая пешка · b2 белая пешка · g2 белый слон · h2 белый король · c1 чёрная ладья | f8 чёрный король · b7 чёрная пешка · f7 белая пешка · g7 чёрная пешка · a6 чёрная пешка · d6 чёрная пешка · g6 чёрная ладья · d5 белый конь · e5 чёрная пешка · h5 белая ладья · e4 белая пешка · e3 белая пешка · g3 чёрный слон · h3 белая пешка · a2 белая пешка · b2 белая пешка · g2 белый слон · h2 белый король · c1 чёрная ладья | f8 чёрный король · b7 чёрная пешка · f7 белая пешка · g7 чёрная пешка · a6 чёрная пешка · d6 чёрная пешка · g6 чёрная ладья · d5 белый конь · e5 чёрная пешка · h5 белая ладья · e4 белая пешка · e3 белая пешка · g3 чёрный слон · h3 белая пешка · a2 белая пешка · b2 белая пешка · g2 белый слон · h2 белый король · c1 чёрная ладья | f8 чёрный король · b7 чёрная пешка · f7 белая пешка · g7 чёрная пешка · a6 чёрная пешка · d6 чёрная пешка · g6 чёрная ладья · d5 белый конь · e5 чёрная пешка · h5 белая ладья · e4 белая пешка · e3 белая пешка · g3 чёрный слон · h3 белая пешка · a2 белая пешка · b2 белая пешка · g2 белый слон · h2 белый король · c1 чёрная ладья | f8 чёрный король · b7 чёрная пешка · f7 белая пешка · g7 чёрная пешка · a6 чёрная пешка · d6 чёрная пешка · g6 чёрная ладья · d5 белый конь · e5 чёрная пешка · h5 белая ладья · e4 белая пешка · e3 белая пешка · g3 чёрный слон · h3 белая пешка · a2 белая пешка · b2 белая пешка · g2 белый слон · h2 белый король · c1 чёрная ладья | f8 чёрный король · b7 чёрная пешка · f7 белая пешка · g7 чёрная пешка · a6 чёрная пешка · d6 чёрная пешка · g6 чёрная ладья · d5 белый конь · e5 чёрная пешка · h5 белая ладья · e4 белая пешка · e3 белая пешка · g3 чёрный слон · h3 белая пешка · a2 белая пешка · b2 белая пешка · g2 белый слон · h2 белый король · c1 чёрная ладья | 6 |
| 5 | f8 чёрный король · b7 чёрная пешка · f7 белая пешка · g7 чёрная пешка · a6 чёрная пешка · d6 чёрная пешка · g6 чёрная ладья · d5 белый конь · e5 чёрная пешка · h5 белая ладья · e4 белая пешка · e3 белая пешка · g3 чёрный слон · h3 белая пешка · a2 белая пешка · b2 белая пешка · g2 белый слон · h2 белый король · c1 чёрная ладья | f8 чёрный король · b7 чёрная пешка · f7 белая пешка · g7 чёрная пешка · a6 чёрная пешка · d6 чёрная пешка · g6 чёрная ладья · d5 белый конь · e5 чёрная пешка · h5 белая ладья · e4 белая пешка · e3 белая пешка · g3 чёрный слон · h3 белая пешка · a2 белая пешка · b2 белая пешка · g2 белый слон · h2 белый король · c1 чёрная ладья | f8 чёрный король · b7 чёрная пешка · f7 белая пешка · g7 чёрная пешка · a6 чёрная пешка · d6 чёрная пешка · g6 чёрная ладья · d5 белый конь · e5 чёрная пешка · h5 белая ладья · e4 белая пешка · e3 белая пешка · g3 чёрный слон · h3 белая пешка · a2 белая пешка · b2 белая пешка · g2 белый слон · h2 белый король · c1 чёрная ладья | f8 чёрный король · b7 чёрная пешка · f7 белая пешка · g7 чёрная пешка · a6 чёрная пешка · d6 чёрная пешка · g6 чёрная ладья · d5 белый конь · e5 чёрная пешка · h5 белая ладья · e4 белая пешка · e3 белая пешка · g3 чёрный слон · h3 белая пешка · a2 белая пешка · b2 белая пешка · g2 белый слон · h2 белый король · c1 чёрная ладья | f8 чёрный король · b7 чёрная пешка · f7 белая пешка · g7 чёрная пешка · a6 чёрная пешка · d6 чёрная пешка · g6 чёрная ладья · d5 белый конь · e5 чёрная пешка · h5 белая ладья · e4 белая пешка · e3 белая пешка · g3 чёрный слон · h3 белая пешка · a2 белая пешка · b2 белая пешка · g2 белый слон · h2 белый король · c1 чёрная ладья | f8 чёрный король · b7 чёрная пешка · f7 белая пешка · g7 чёрная пешка · a6 чёрная пешка · d6 чёрная пешка · g6 чёрная ладья · d5 белый конь · e5 чёрная пешка · h5 белая ладья · e4 белая пешка · e3 белая пешка · g3 чёрный слон · h3 белая пешка · a2 белая пешка · b2 белая пешка · g2 белый слон · h2 белый король · c1 чёрная ладья | f8 чёрный король · b7 чёрная пешка · f7 белая пешка · g7 чёрная пешка · a6 чёрная пешка · d6 чёрная пешка · g6 чёрная ладья · d5 белый конь · e5 чёрная пешка · h5 белая ладья · e4 белая пешка · e3 белая пешка · g3 чёрный слон · h3 белая пешка · a2 белая пешка · b2 белая пешка · g2 белый слон · h2 белый король · c1 чёрная ладья | f8 чёрный король · b7 чёрная пешка · f7 белая пешка · g7 чёрная пешка · a6 чёрная пешка · d6 чёрная пешка · g6 чёрная ладья · d5 белый конь · e5 чёрная пешка · h5 белая ладья · e4 белая пешка · e3 белая пешка · g3 чёрный слон · h3 белая пешка · a2 белая пешка · b2 белая пешка · g2 белый слон · h2 белый король · c1 чёрная ладья | 5 |
| 4 | f8 чёрный король · b7 чёрная пешка · f7 белая пешка · g7 чёрная пешка · a6 чёрная пешка · d6 чёрная пешка · g6 чёрная ладья · d5 белый конь · e5 чёрная пешка · h5 белая ладья · e4 белая пешка · e3 белая пешка · g3 чёрный слон · h3 белая пешка · a2 белая пешка · b2 белая пешка · g2 белый слон · h2 белый король · c1 чёрная ладья | f8 чёрный король · b7 чёрная пешка · f7 белая пешка · g7 чёрная пешка · a6 чёрная пешка · d6 чёрная пешка · g6 чёрная ладья · d5 белый конь · e5 чёрная пешка · h5 белая ладья · e4 белая пешка · e3 белая пешка · g3 чёрный слон · h3 белая пешка · a2 белая пешка · b2 белая пешка · g2 белый слон · h2 белый король · c1 чёрная ладья | f8 чёрный король · b7 чёрная пешка · f7 белая пешка · g7 чёрная пешка · a6 чёрная пешка · d6 чёрная пешка · g6 чёрная ладья · d5 белый конь · e5 чёрная пешка · h5 белая ладья · e4 белая пешка · e3 белая пешка · g3 чёрный слон · h3 белая пешка · a2 белая пешка · b2 белая пешка · g2 белый слон · h2 белый король · c1 чёрная ладья | f8 чёрный король · b7 чёрная пешка · f7 белая пешка · g7 чёрная пешка · a6 чёрная пешка · d6 чёрная пешка · g6 чёрная ладья · d5 белый конь · e5 чёрная пешка · h5 белая ладья · e4 белая пешка · e3 белая пешка · g3 чёрный слон · h3 белая пешка · a2 белая пешка · b2 белая пешка · g2 белый слон · h2 белый король · c1 чёрная ладья | f8 чёрный король · b7 чёрная пешка · f7 белая пешка · g7 чёрная пешка · a6 чёрная пешка · d6 чёрная пешка · g6 чёрная ладья · d5 белый конь · e5 чёрная пешка · h5 белая ладья · e4 белая пешка · e3 белая пешка · g3 чёрный слон · h3 белая пешка · a2 белая пешка · b2 белая пешка · g2 белый слон · h2 белый король · c1 чёрная ладья | f8 чёрный король · b7 чёрная пешка · f7 белая пешка · g7 чёрная пешка · a6 чёрная пешка · d6 чёрная пешка · g6 чёрная ладья · d5 белый конь · e5 чёрная пешка · h5 белая ладья · e4 белая пешка · e3 белая пешка · g3 чёрный слон · h3 белая пешка · a2 белая пешка · b2 белая пешка · g2 белый слон · h2 белый король · c1 чёрная ладья | f8 чёрный король · b7 чёрная пешка · f7 белая пешка · g7 чёрная пешка · a6 чёрная пешка · d6 чёрная пешка · g6 чёрная ладья · d5 белый конь · e5 чёрная пешка · h5 белая ладья · e4 белая пешка · e3 белая пешка · g3 чёрный слон · h3 белая пешка · a2 белая пешка · b2 белая пешка · g2 белый слон · h2 белый король · c1 чёрная ладья | f8 чёрный король · b7 чёрная пешка · f7 белая пешка · g7 чёрная пешка · a6 чёрная пешка · d6 чёрная пешка · g6 чёрная ладья · d5 белый конь · e5 чёрная пешка · h5 белая ладья · e4 белая пешка · e3 белая пешка · g3 чёрный слон · h3 белая пешка · a2 белая пешка · b2 белая пешка · g2 белый слон · h2 белый король · c1 чёрная ладья | 4 |
| 3 | f8 чёрный король · b7 чёрная пешка · f7 белая пешка · g7 чёрная пешка · a6 чёрная пешка · d6 чёрная пешка · g6 чёрная ладья · d5 белый конь · e5 чёрная пешка · h5 белая ладья · e4 белая пешка · e3 белая пешка · g3 чёрный слон · h3 белая пешка · a2 белая пешка · b2 белая пешка · g2 белый слон · h2 белый король · c1 чёрная ладья | f8 чёрный король · b7 чёрная пешка · f7 белая пешка · g7 чёрная пешка · a6 чёрная пешка · d6 чёрная пешка · g6 чёрная ладья · d5 белый конь · e5 чёрная пешка · h5 белая ладья · e4 белая пешка · e3 белая пешка · g3 чёрный слон · h3 белая пешка · a2 белая пешка · b2 белая пешка · g2 белый слон · h2 белый король · c1 чёрная ладья | f8 чёрный король · b7 чёрная пешка · f7 белая пешка · g7 чёрная пешка · a6 чёрная пешка · d6 чёрная пешка · g6 чёрная ладья · d5 белый конь · e5 чёрная пешка · h5 белая ладья · e4 белая пешка · e3 белая пешка · g3 чёрный слон · h3 белая пешка · a2 белая пешка · b2 белая пешка · g2 белый слон · h2 белый король · c1 чёрная ладья | f8 чёрный король · b7 чёрная пешка · f7 белая пешка · g7 чёрная пешка · a6 чёрная пешка · d6 чёрная пешка · g6 чёрная ладья · d5 белый конь · e5 чёрная пешка · h5 белая ладья · e4 белая пешка · e3 белая пешка · g3 чёрный слон · h3 белая пешка · a2 белая пешка · b2 белая пешка · g2 белый слон · h2 белый король · c1 чёрная ладья | f8 чёрный король · b7 чёрная пешка · f7 белая пешка · g7 чёрная пешка · a6 чёрная пешка · d6 чёрная пешка · g6 чёрная ладья · d5 белый конь · e5 чёрная пешка · h5 белая ладья · e4 белая пешка · e3 белая пешка · g3 чёрный слон · h3 белая пешка · a2 белая пешка · b2 белая пешка · g2 белый слон · h2 белый король · c1 чёрная ладья | f8 чёрный король · b7 чёрная пешка · f7 белая пешка · g7 чёрная пешка · a6 чёрная пешка · d6 чёрная пешка · g6 чёрная ладья · d5 белый конь · e5 чёрная пешка · h5 белая ладья · e4 белая пешка · e3 белая пешка · g3 чёрный слон · h3 белая пешка · a2 белая пешка · b2 белая пешка · g2 белый слон · h2 белый король · c1 чёрная ладья | f8 чёрный король · b7 чёрная пешка · f7 белая пешка · g7 чёрная пешка · a6 чёрная пешка · d6 чёрная пешка · g6 чёрная ладья · d5 белый конь · e5 чёрная пешка · h5 белая ладья · e4 белая пешка · e3 белая пешка · g3 чёрный слон · h3 белая пешка · a2 белая пешка · b2 белая пешка · g2 белый слон · h2 белый король · c1 чёрная ладья | f8 чёрный король · b7 чёрная пешка · f7 белая пешка · g7 чёрная пешка · a6 чёрная пешка · d6 чёрная пешка · g6 чёрная ладья · d5 белый конь · e5 чёрная пешка · h5 белая ладья · e4 белая пешка · e3 белая пешка · g3 чёрный слон · h3 белая пешка · a2 белая пешка · b2 белая пешка · g2 белый слон · h2 белый король · c1 чёрная ладья | 3 |
| 2 | f8 чёрный король · b7 чёрная пешка · f7 белая пешка · g7 чёрная пешка · a6 чёрная пешка · d6 чёрная пешка · g6 чёрная ладья · d5 белый конь · e5 чёрная пешка · h5 белая ладья · e4 белая пешка · e3 белая пешка · g3 чёрный слон · h3 белая пешка · a2 белая пешка · b2 белая пешка · g2 белый слон · h2 белый король · c1 чёрная ладья | f8 чёрный король · b7 чёрная пешка · f7 белая пешка · g7 чёрная пешка · a6 чёрная пешка · d6 чёрная пешка · g6 чёрная ладья · d5 белый конь · e5 чёрная пешка · h5 белая ладья · e4 белая пешка · e3 белая пешка · g3 чёрный слон · h3 белая пешка · a2 белая пешка · b2 белая пешка · g2 белый слон · h2 белый король · c1 чёрная ладья | f8 чёрный король · b7 чёрная пешка · f7 белая пешка · g7 чёрная пешка · a6 чёрная пешка · d6 чёрная пешка · g6 чёрная ладья · d5 белый конь · e5 чёрная пешка · h5 белая ладья · e4 белая пешка · e3 белая пешка · g3 чёрный слон · h3 белая пешка · a2 белая пешка · b2 белая пешка · g2 белый слон · h2 белый король · c1 чёрная ладья | f8 чёрный король · b7 чёрная пешка · f7 белая пешка · g7 чёрная пешка · a6 чёрная пешка · d6 чёрная пешка · g6 чёрная ладья · d5 белый конь · e5 чёрная пешка · h5 белая ладья · e4 белая пешка · e3 белая пешка · g3 чёрный слон · h3 белая пешка · a2 белая пешка · b2 белая пешка · g2 белый слон · h2 белый король · c1 чёрная ладья | f8 чёрный король · b7 чёрная пешка · f7 белая пешка · g7 чёрная пешка · a6 чёрная пешка · d6 чёрная пешка · g6 чёрная ладья · d5 белый конь · e5 чёрная пешка · h5 белая ладья · e4 белая пешка · e3 белая пешка · g3 чёрный слон · h3 белая пешка · a2 белая пешка · b2 белая пешка · g2 белый слон · h2 белый король · c1 чёрная ладья | f8 чёрный король · b7 чёрная пешка · f7 белая пешка · g7 чёрная пешка · a6 чёрная пешка · d6 чёрная пешка · g6 чёрная ладья · d5 белый конь · e5 чёрная пешка · h5 белая ладья · e4 белая пешка · e3 белая пешка · g3 чёрный слон · h3 белая пешка · a2 белая пешка · b2 белая пешка · g2 белый слон · h2 белый король · c1 чёрная ладья | f8 чёрный король · b7 чёрная пешка · f7 белая пешка · g7 чёрная пешка · a6 чёрная пешка · d6 чёрная пешка · g6 чёрная ладья · d5 белый конь · e5 чёрная пешка · h5 белая ладья · e4 белая пешка · e3 белая пешка · g3 чёрный слон · h3 белая пешка · a2 белая пешка · b2 белая пешка · g2 белый слон · h2 белый король · c1 чёрная ладья | f8 чёрный король · b7 чёрная пешка · f7 белая пешка · g7 чёрная пешка · a6 чёрная пешка · d6 чёрная пешка · g6 чёрная ладья · d5 белый конь · e5 чёрная пешка · h5 белая ладья · e4 белая пешка · e3 белая пешка · g3 чёрный слон · h3 белая пешка · a2 белая пешка · b2 белая пешка · g2 белый слон · h2 белый король · c1 чёрная ладья | 2 |
| 1 | f8 чёрный король · b7 чёрная пешка · f7 белая пешка · g7 чёрная пешка · a6 чёрная пешка · d6 чёрная пешка · g6 чёрная ладья · d5 белый конь · e5 чёрная пешка · h5 белая ладья · e4 белая пешка · e3 белая пешка · g3 чёрный слон · h3 белая пешка · a2 белая пешка · b2 белая пешка · g2 белый слон · h2 белый король · c1 чёрная ладья | f8 чёрный король · b7 чёрная пешка · f7 белая пешка · g7 чёрная пешка · a6 чёрная пешка · d6 чёрная пешка · g6 чёрная ладья · d5 белый конь · e5 чёрная пешка · h5 белая ладья · e4 белая пешка · e3 белая пешка · g3 чёрный слон · h3 белая пешка · a2 белая пешка · b2 белая пешка · g2 белый слон · h2 белый король · c1 чёрная ладья | f8 чёрный король · b7 чёрная пешка · f7 белая пешка · g7 чёрная пешка · a6 чёрная пешка · d6 чёрная пешка · g6 чёрная ладья · d5 белый конь · e5 чёрная пешка · h5 белая ладья · e4 белая пешка · e3 белая пешка · g3 чёрный слон · h3 белая пешка · a2 белая пешка · b2 белая пешка · g2 белый слон · h2 белый король · c1 чёрная ладья | f8 чёрный король · b7 чёрная пешка · f7 белая пешка · g7 чёрная пешка · a6 чёрная пешка · d6 чёрная пешка · g6 чёрная ладья · d5 белый конь · e5 чёрная пешка · h5 белая ладья · e4 белая пешка · e3 белая пешка · g3 чёрный слон · h3 белая пешка · a2 белая пешка · b2 белая пешка · g2 белый слон · h2 белый король · c1 чёрная ладья | f8 чёрный король · b7 чёрная пешка · f7 белая пешка · g7 чёрная пешка · a6 чёрная пешка · d6 чёрная пешка · g6 чёрная ладья · d5 белый конь · e5 чёрная пешка · h5 белая ладья · e4 белая пешка · e3 белая пешка · g3 чёрный слон · h3 белая пешка · a2 белая пешка · b2 белая пешка · g2 белый слон · h2 белый король · c1 чёрная ладья | f8 чёрный король · b7 чёрная пешка · f7 белая пешка · g7 чёрная пешка · a6 чёрная пешка · d6 чёрная пешка · g6 чёрная ладья · d5 белый конь · e5 чёрная пешка · h5 белая ладья · e4 белая пешка · e3 белая пешка · g3 чёрный слон · h3 белая пешка · a2 белая пешка · b2 белая пешка · g2 белый слон · h2 белый король · c1 чёрная ладья | f8 чёрный король · b7 чёрная пешка · f7 белая пешка · g7 чёрная пешка · a6 чёрная пешка · d6 чёрная пешка · g6 чёрная ладья · d5 белый конь · e5 чёрная пешка · h5 белая ладья · e4 белая пешка · e3 белая пешка · g3 чёрный слон · h3 белая пешка · a2 белая пешка · b2 белая пешка · g2 белый слон · h2 белый король · c1 чёрная ладья | f8 чёрный король · b7 чёрная пешка · f7 белая пешка · g7 чёрная пешка · a6 чёрная пешка · d6 чёрная пешка · g6 чёрная ладья · d5 белый конь · e5 чёрная пешка · h5 белая ладья · e4 белая пешка · e3 белая пешка · g3 чёрный слон · h3 белая пешка · a2 белая пешка · b2 белая пешка · g2 белый слон · h2 белый король · c1 чёрная ладья | 1 |
|   | a | b | c | d | e | f | g | h |   |

Сэм Слоун — Питер Уинстон (1970, Манхэттенский шахматный клуб, отборочные соревнования)

1.e4 c5 2.Кf3 d6 3.d4 cxd4 4.Кxd4 Кf6 5.Кc3 a6 6.h3 Кc6 7.g4 e6 8.Сg2 Сe7 9.O-O Фc7 10.Сe3 Кa5 11.g5 Кd7 12.Фh5 Кb6 13.g6 Кac4 14.gxf7+ Kрf8 15.Кce2 e5 16.Кf5 Сxf5 17.Фxf5 Кxe3 18.fxe3 Фxc2 19.Лf2 Фc8 20.Фh5 Фe6 21.Лaf1 Кc4 22.Фf3 Кd2 23.Фg3 Кxf1 24.Сxf1 Фg6 25.Kрh2 Фxg3+ 26.Kрxg3 h5 27.Кc3 Лh6 28.Nd5 Лg6+ 29.Kрh2 Сh4 30.Лf5 Лc8 31.Лxh5 Лc2+ 32.Kрh1 Сf2 33.Сg2 Лc1+ 34.Kрh2 Сg3х 0-1— Сэм Слоун. Тайна Питера Уинстона
Питер Уинстон — Уолтер Браун (1972)

1.d4 c5 2.d5 Кf6 3.c4 e6 4.Кc3 exd5 5.cxd5 d6 6.e4 g6 7.f4 Сg7 8.Сb5+ Кfd7 9.Сd3 0-0 10.Кf3 Кa6 11.0-0 Лb8 12.Кd2 Сd4+ 13.Kрh1 Кf6 14.Кf3 Кg4 15.Сxa6 Сxc3 16.bxc3 bxa6 17.c4 Лe8 18.e5 Лb4 19.h3 Кh6 20.Фd3 a5 21.Сa3 Лa4 22.Фb3 Сd7 23.Лfe1 Кf5 24.g4 Кh4 25.Кg5 dxe5 26.Кe4 exf4 27.Кxc5 Лxa3 28.Фxa3 Фc7 29.Лxe8+ Сxe8 30.Лe1 Сd7 31.Кxd7 Фxd7 32.Фe7 Фxe7 33.Лxe7 f3 34.Kрg1 Kрf8 35.Лxa7 f5 36.c5 f4 37.c6 1-0— Чарльз Хертан. Пролить некоторый свет на «великую тайну шахмат»

## Историография
К 2007 году накопилось большое количество публикаций, содержавших неточности в изложении событий исчезновения шахматиста. В 2007 году Чарльз Хертан, ставший известным шахматным публицистом, опубликовал большую статью об исчезновении Питера в шахматном журнале Chess Life. Он отмечал ошибочность представлений, согласно которым Питер Уинстон исчез в конце 1977 года после провальных турнирных результатов. По мнению Хертана, исчезновение произошло позже — примерно 26 января 1978 года, то есть через несколько месяцев после последнего турнира, в котором Уинстон принимал участие. Хертан считает, что неудачное выступление на этом турнире и исчезновение юноши никак не связаны между собой. Он также опровергает широко распространённое среди шахматистов мнение, что Питер Уинстон проходил курс реабилитации из-за употребления тяжёлых наркотиков, и версию о том, что Уинстон покончил жизнь самоубийством.
Хертан не делал окончательного вывода относительно причин исчезновения Питера Уинстона, но предполагал, что это, вероятно, — несчастный случай. Хертан свидетельствовал, что сам видел, как накануне исчезновения Уинстон покинул свой дом без денег, документов и багажа.
В 2012 году, спустя многие десятилетия после таинственного исчезновения юноши, внимание к его судьбе вновь привлекла журналистка и писательница Сара Вейнман, опубликовав большую статью в газете The Observer. Целый ряд хорошо знавших Уинстона шахматистов и шахматных публицистов откликнулись на её статью, опубликовав свои воспоминания о нём в крупных нью-йоркских изданиях. Так, историк кино Ричард Броуди, учившийся вместе с Уинстоном и сам когда-то увлекавшийся шахматами, опубликовал две подобные статьи в американском еженедельнике The New Yorker. Американский политик (в 2016 году один из кандидатов в президенты от Демократической партии), а также владелец издательства шахматной литературы Сэм Слоун посвятил ему статью на своём официальном сайте. Специалист по истории британской и американской преступности доктор наук Скотт Шоу-Смит в своей книге «Акт исчезновения — по принуждению или по доброй воле?», вышедшей в 2015 году, посвятил исчезновению Питера Джонатана Уинстона один из шестнадцати разделов.

## Комментарии
1. ↑  Эта партия 14 сентября 2007 года была признана партией дня на сайте Chessgames[15].